# Porphyrosela hardenbergiella
Porphyrosela hardenbergiella là một loài bướm đêm thuộc họ Gracillariidae. Nó được tìm thấy ở New Zealand
Ấu trùng ăn Hardenbergia. Chúng ăn lá nơi chúng làm tổ.